# Johan Pettersson (fotbollsspelare född 1980)
Johan Pettersson, född 28 juni 1980 i Uppsala, är en svensk före detta fotbollsspelare. Han var bästa målskytt i division 1 2005 (då spelande för IK Sirius FK. Pettersson blev utlånad från Örebro SK till Degerfors IF under säsongen 2008. Hans tid i Degerfors IF blev inte lyckad och den 14 juli 2008 gick han tillbaka till Sirius, klubben han tidigare haft stor framgång i. I samband med övergången skrev han på ett flerårsavtal med sin nya klubb. Efter säsongen 2010 slutade han spela elitfotboll och lämnade Sirius för Ärentuna SK.

## Klubbar
- IF Vindhemspojkarna (moderklubb)
- IK Sirius
- IF Brommapojkarna
- Örebro SK
- Degerfors IF